# Újra hárman 1. rész (Bűbájos boszorkák)
Az Újra hárman 1. rész című epizód a Bűbájos boszorkák 67. epizódja. A 4. évad 01. epizódja.

## Epizódismertető
|  | Alább a cselekmény részletei következnek! |

A Halliwell lányok gyakorlatilag összeroppannak Prue halála miatt. De az újságban feltüntetett képről Paige Matthews azonnal odarohan a temetésre. Mikor Paige kezet fog Phoebevel látomása akad, hogy a lányt megöli az aki megölte Pruet, Shax. Később kiderül, hogy Paige lesz a legfiatalabb testvér, és így újra egyesül a hármak ereje.
|  | Itt a vége a cselekmény részletezésének! |

## Érdekesség
- ez a negyedik évad első epizódja
- ebben a részben szerepel először Rose McGowan, Paige karaktere
- Az Újra hárman 1. rész című epizódnak a magyarra fordított eredeti címe Charmed again part 1.
- Ez az első olyan epizód, mely dupla epizódos.